# Torsten Mårtensson
Claes Torsten Gabriel Mårtensson, född 10 juni 1889 i Helsingborg, död 23 juni 1968 i Hittarp, var en svensk museiman och konsthistoriker. 
Mårtensson avlade studentexamen 1908 och studerade därefter vid Lunds universitet, där han blev filosofie licentiat 1920 och filosofie doktor 1934 på avhandlingen Hälsingborgs slott under medeltiden. Han blev amanuens vid Lunds universitets historiska museum 1910 och intendent vid Helsingborgs museum 1913. Han var bland annat ledamot av estetiska nämnden, Helsingborgs stads historikkommitté, stadshistoriska nämnden och av styrelsen för Skånes hembygdsförbund.
Under Mårtenssons tid utvidgades och försågs Helsingborgs museum med en större friluftsavdelning vid Fredriksdal och en konstavdelning på Vikingsberg. Han utförde undersökningar av skånska kyrkor och borgar, bland annat av Helsingborgs slott och Kärnan.
Mårtensson var son till konsthantverkaren Jöns Mårtensson (1855–1912) och Sophia Nilsson (1855–1950). De är begravda på Norra kyrkogården i Lund.